# گیاه‌پارچ اسمایلسی
گیاه‌پارچ اسمایلسی (نام علمی: Nepenthes smilesii)، یک گونه از سرده گیاه‌پارچ‌ها است.